# Семятыче
Семятыче, Семятичи (пол. Siemiatycze, бел. Сямятычы)  —  город  в Польше, входит в Подляское воеводство,  Семятыченский повят.  Имеет статус городской гмины. Занимает площадь 36,25 км². Население — 15 169 человек (на 2006 год).

## История

Семятыче

В 1750 году Семятичи перешли во владение княгини Анны Яблоновской. При ней местечко превратилось в значительный торговый и культурный центр. Яблоновская построила здесь роддом для крестьянок, акушерскую школу и богадельню. Кроме этого, она построила в Семятичах ныне несуществующие уже ратушу и типографию. В 1777 года она начала здесь строительство усадьбы. Анна Яблановская была известна как коллекционерка; здесь находились, между прочим, богатые ботаническая и зоологическая коллекции, огромная коллекция монет и медалей, а также минералогический музей (в то время — один из лучших в Европе), в 1802 году приобретённый Александром I.
В 1795 году местечко вошло в состав Пруссии. После 1807 года, по условиям Тильзитского мирного договора, он был включен в состав Российской империи, став местечком Бельского уезда Гродненской губернии. 
В 1939—1945 годах входил в состав СССР, был центром Семятичского района Брестской области.

## Достопримечательности
Рядом с городом в Мельницкой пуще находится Гора крестов, являющаяся местом паломничества.

## Города-побратимы
- Беларусь: Поставы